# Emilio Huguet
Emilio Huguet Figueras (Ivars d'Urgell, 2 de enero de 1921- Caracas, Venezuela, 7 de septiembre de 2003) fue un jugador y entrenador de fútbol español. Como jugador, su posición natural en el campo fue la de delantero y extremo, tanto derecho como izquierdo. Fue una joven promesa que llegó a debutar en Primera División con 19 años, 9 meses y 27 días, de fuerte personalidad, no llegó a mantenerse muchos años en la categoría. Su principal equipo fue el Girona F. C., donde destacó como jugador durante los años 40. Llegó a disputar un total de 35 partidos en la Primera División de España marcando 7 goles, con el Real Murcia y el RCD Espanyol.1 Como entrenador, destacó por ser el primer español en ganar una liga sudamericana, concretamente la Primera División de Venezuela, con Deportivo Portugués, en 1962.

## Biografía profesional

### Etapa como jugador
Emilio Huguet nació en el municipio de Ivars d'Urgell el 2 de enero de 1921. Empezó jugando en el Ivars, club de su pueblo y posteriormente pasó a la U. E. Tàrrega, en 1939. A finales de la temporada 1939/40, el que fuera jugador del RCD Español, Pere Solé, lo recomendó para el Girona F. C., de Segunda División. Debutó el 2 de junio de 1940 (Girona, 2 - Sabadell, 1) con sólo 19 años, el equipo termina la temporada en tercera posición. La temporada siguiente (1940/41), con el ascenso del Real Murcia a Primera División, el equipo murciano busca refuerzos, ficha al experimentado jugador Pere Solé, que también recomienda a Emilio Huguet. Con este equipo se convierte en el jugador más joven y el primero de la plantilla del Real Murcia en marcar en Primera División, el 13 de octubre de 1940 (RCD Español, 2 - Real Murcia, 1). Su mejor partido fue el 1 de diciembre de 1940 (Valencia, 3 - Real Murcia, 3) donde marca los tres goles de su equipo. Fue el segundo máximo realizador de su equipo, pero el Real Murcia termina último y regresa a Segunda División. La temporada 1941/42 sigue en el Real Murcia en Segunda División, se convierte en uno de los mejores jugadores del equipo pero se quedan a las puertas del ascenso, en la promoción. Un partido único que tendrán que jugárselo ante el F.C. Barcelona, el 28 de junio de 1942, en Madrid. Huguet avanza al Real Murcia, pero el F.C. Barcelona acaba imponiéndose por un claro 5-1, fue el momento más cercano del equipo azulgrana a Segunda División. 
En la temporada 42-43 regresa a Primera División en las filas del RCD Español, se afianza en el equipo titular y marca dos goles en competición liguera. El Español juega la promoción de permanencia a partido único en Madrid ante el Sporting de Gijón el 18 de abril de 1943 con victoria españolista (2-1), con el primer gol obra de Huguet.
Cuando parecía hecho que en la temporada 43-44 Huguet continuaría en el RCD Español, acepta una buena oferta económica del Nàstic de Tarragona en 3ª División por una temporada. Un proyecto con jugadores de categorías superiores para asecender, aunque al final de temporada, se quedaron a las puertas del ascenso.
Huguet vivió su último año en 1ª División la temporada 45/46 en las filas del Real Murcia, pero solo dispuso de un pobre bagaje de seis encuentros.
La falta de ofertas en la temporada 46/47 lo devuelve al Tàrrega, en 3ª División, pero en diciembre ya se incorpora al Girona. Se establece en Girona durante tres temporadas y consiguen el ascenso a 2ª División a temporada siguiente 1947/48.
El Girona no le renueva el contrato y empieza la temporada 1949/50 jugando en Regional (La Bisbal y Palamós) hasta el mes de febrero que ficha por el Zaragoza (2ª División) en busca del ascenso a 1ª. Huguet juega ocho encuentros y marca cuatro goles pero el Zaragoza se queda a las puertas del ascenso.
En la temporada 1950/51 ficha por el Melilla, equipo recién ascendido a 2ª División, cuaja una de sus mejores temporadas en la categoría e incluso salva su vida de milagro en uno de sus desplazamientos ligueros a Palma de Mallorca, cuando la plantilla sufre un accidente de tráfico en Loja (Granada) y mueren dos jugadores y el masajista del Melilla, el 26 de enero de 1951. Huguet acababa de cambiar su asiento con Juan Martín López, fallecido en el siniestro.
En la temporada 1951/52 y tras disputar unos encuentros en Regional, en las filas del Cassà, decide emprender la marcha hacia Venezuela, donde ya juegan otros jugadores españoles. En abril de 1952, decide hacer las maletas hacia la liga venezolana. Allí juega con equipos de Caracas como: Deportivo Español, Loyola SC y la Salle. Entre las anécdotas destaca un encuentro que jugó junto a Alfredo Di Stéfano (que reforzó a su equipo) el 23 de febrero de 1953, ambos en las filas del Loyola SC en un encuentro amistoso ante el Rapid de Viena (3-3). Con Loyola SC quedó subcampeón de Venezuela.

### Etapa como entrenador
Una vez terminada su carrera como jugador, se quedó también en Caracas ejerciendo de entrenador en varios equipos como Catalonia y Deportivo Portugués, con quien consiguió el título de Liga, en 1962.

## Trayectoria

### Como jugador
| Equipo                       | País      | Año       |
| ---------------------------- | --------- | --------- |
| U. E. Tàrrega                | España    | 1939      |
| Girona F.C.                  | España    | 1939-1940 |
| Real Murcia                  | España    | 1940-1942 |
| RCD Español                  | España    | 1942-1943 |
| Nàstic de Tarragona          | España    | 1943-1944 |
| Real Murcia                  | España    | 1945-1946 |
| U.E. Tàrrega                 | España    | 1946      |
| Girona F.C.                  | España    | 1946-1949 |
| La Bisbal                    | España    | 1949      |
| Palamós FC                   | España    | 1949-1950 |
| Real Zaragoza                | España    | 1950      |
| U.D. Melilla                 | España    | 1950-1951 |
| Cassà                        | España    | 1951-1952 |
| Deportivo Español de Caracas | Venezuela | 1952      |
| Loyola SC                    | Venezuela | 1952-1953 |